# NACRA Championship 2014
La NACRA Rugby Championship de 2014 fue la 7.ª edición del torneo que organiza la Confederación Norteamericana.

## Resultados

### Norte

#### Posiciones
| Pos. | Equipo       | Encuentros | Encuentros | Encuentros | Encuentros | Tantos  | Tantos    | Tantos     | Puntos |
| Pos. | Equipo       | jugados    | ganados    | empatados  | perdidos   | a favor | en contra | diferencia | Puntos |
| ---- | ------------ | ---------- | ---------- | ---------- | ---------- | ------- | --------- | ---------- | ------ |
| 1    | USA South    | 2          | 2          | 0          | 0          | 67      | 36        | + 31       | 5      |
| 2    | Islas Caimán | 2          | 1          | 0          | 1          | 54      | 39        | + 15       | 4      |
| 3    | Bermudas     | 2          | 0          | 0          | 2          | 9       | 57        | - 48       | 0      |

|  | Finalista |

| 10 de mayo | USA South | 33 - 6 | Bermudas |  |  |

| 7 de junio | Bermudas | 3 - 24 | Islas Caimán |  |  |

| 14 de junio | Islas Caimán | 30 - 34 | USA South |  |  |

### Sur

#### Posiciones
| Pos. | Equipo            | Encuentros | Encuentros | Encuentros | Encuentros | Tantos  | Tantos    | Tantos     | Puntos |
| Pos. | Equipo            | jugados    | ganados    | empatados  | perdidos   | a favor | en contra | diferencia | Puntos |
| ---- | ----------------- | ---------- | ---------- | ---------- | ---------- | ------- | --------- | ---------- | ------ |
| 1    | Guyana            | 2          | 2          | 0          | 0          | 63      | 27        | + 36       | 5      |
| 2    | Trinidad y Tobago | 2          | 1          | 0          | 1          | 42      | 20        | + 20       | 4      |
| 3    | Barbados          | 2          | 0          | 0          | 2          | 24      | 82        | - 58       | 0      |

|  | Finalista |

| 17 de mayo | Barbados | 19 - 48 | Guyana |  |  |

| 24 de mayo | Trinidad y Tobago | 34 - 5 | Barbados |  |  |

| 7 de junio | Guyana | 15 - 8 | Trinidad y Tobago |  |  |

## Final
| 28 de junio | USA South | 27 - 30 | Guyana |  |  |